# United States Census 1930
Der United States Census 1930 war die fünfzehnte Volkszählung in den USA seit 1790. Als Ergebnis der Auszählung wurde für die USA zum Stichtag 1. April 1930 (die Volkszählung wurde im kompletten April durchgeführt) eine Bevölkerungszahl von 122.775.046 Einwohnern ermittelt, etwa 13,7 % mehr als zur Volkszählung 1920. Der bevölkerungsreichste Bundesstaat war New York (mit ca. 12,6 Mio. Einwohnern), der Bundesstaat mit der geringsten Population Nevada (ca. 91.000 Einwohner).
Die Daten enthalten Angaben zum Namen, zur Wohnanschrift, Beziehung zum Familienoberhaupt, Geschlecht, Rasse, Alter, Personenstand (und sofern verheiratet, Alter bei der ersten Eheschließung), Geburtsort und der der Eltern, Schulbesuch, Lese- und Sprachfähigkeit (letzteres für Immigranten), Beruf und Branche und Veteranenstatus. Zum Haushalt wurde erfragt, ob es sich um eine Farm oder um ein Haus handelte, um Eigentum (dann wurde zusätzlich der Wert ermittelt) oder um Miete handelte (dann wurde die Miethöhe erhoben), ferner, ob ein Radio im Haushalt vorhanden war.
Für Immigranten wurde gesondert erhoben, welche Sprache ursprünglich (im Ausland) gepflegt wurde, das Einwanderungsjahr und ob eine Einbürgerung stattfand.
Für die indigene Bevölkerung wurde erhoben, ob sie einer genuinen Ehe oder Mischehe der Eltern entstammten und welchem Stamm sie angehörten.
Die Daten sind sowohl als Mikrodaten als auch aggregierte Daten beim National Historical Geographic Information System herunterzuladen. Die Daten sind noch heute auf Microfiche gesichert.
Die in den alle zehn Jahre stattfindenden Volkszählungen der Vereinigten Staaten ermittelten Einwohnerzahlen der Bundesstaaten sind der Schlüssel zur Festlegung der Anzahl der Abgeordneten aus diesen Bundesstaaten im Repräsentantenhaus der Vereinigten Staaten. Die Anpassung wird in der Regel im übernächsten Kongress nach einer Volkszählung vorgenommen.

## Bundesstaaten nach Einwohnerzahl
Bundesstaaten der USA nach Einwohnerzahl im Jahr 1930.
| Rang | Bundesstaat          | Bevölkerung |
| ---- | -------------------- | ----------- |
| 1    | New York             | 12.588.066  |
| 2    | Pennsylvania         | 9.631.350   |
| 3    | Illinois             | 7.630.654   |
| 4    | Ohio                 | 6.646.697   |
| 5    | Texas                | 5.824.715   |
| 6    | Kalifornien          | 5.677.251   |
| 7    | Michigan             | 4.842.325   |
| 8    | Massachusetts        | 4.249.614   |
| 9    | New Jersey           | 4.041.334   |
| 10   | Missouri             | 3.629.367   |
| 11   | Indiana              | 3.238.503   |
| 12   | North Carolina       | 3.170.276   |
| 13   | Wisconsin            | 2.939.006   |
| 14   | Georgia              | 2.908.506   |
| 15   | Alabama              | 2.646.248   |
| 16   | Tennessee            | 2.616.556   |
| 17   | Kentucky             | 2.614.589   |
| 18   | Minnesota            | 2.563.953   |
| 19   | Iowa                 | 2.470.939   |
| 20   | Virginia             | 2.421.851   |
| 21   | Oklahoma             | 2.396.040   |
| 22   | Louisiana            | 2.101.593   |
| 23   | Mississippi          | 2.009.821   |
| 24   | Kansas               | 1.880.999   |
| 25   | Arkansas             | 1.854.482   |
| 26   | South Carolina       | 1.738.765   |
| 27   | West Virginia        | 1.729.205   |
| 28   | Maryland             | 1.631.526   |
| 29   | Connecticut          | 1.606.903   |
| 30   | Washington           | 1.563.396   |
| 31   | Florida              | 1.468.211   |
| 32   | Nebraska             | 1.377.963   |
| 33   | Colorado             | 1.035.791   |
| 34   | Oregon               | 953.786     |
| 35   | Maine                | 797.423     |
| 36   | South Dakota         | 692.849     |
| 37   | Rhode Island         | 687.497     |
| 38   | North Dakota         | 680.845     |
| 39   | Montana              | 537.606     |
| 40   | Utah                 | 507.847     |
| ...  | District of Columbia | 486.869     |
| 41   | New Hampshire        | 465.293     |
| 42   | Idaho                | 445.032     |
| 43   | Arizona              | 435.573     |
| 44   | New Mexico           | 423.317     |
| 45   | Vermont              | 359.611     |
| 46   | Delaware             | 238.380     |
| 47   | Wyoming              | 225.565     |
| 48   | Nevada               | 91.058      |

## Städte nach Einwohnerzahl
Die 20 bevölkerungsreichsten Städte der USA nach Einwohnerzahl im Jahr 1930.
| Rang | Stadt            | Bundesstaat          | Bevölkerung |
| ---- | ---------------- | -------------------- | ----------- |
| 1    | New York         | New York             | 6.930.446   |
| 2    | Chicago          | Illinois             | 3.376.438   |
| 3    | Philadelphia     | Pennsylvania         | 1.950.961   |
| 4    | Detroit          | Michigan             | 1.568.662   |
| 5    | Los Angeles      | Kalifornien          | 1.238.048   |
| 6    | Cleveland        | Ohio                 | 900.429     |
| 7    | St. Louis        | Missouri             | 821.960     |
| 8    | Baltimore        | Maryland             | 804.874     |
| 9    | Boston           | Massachusetts        | 781.188     |
| 10   | Pittsburgh       | Pennsylvania         | 669.817     |
| 11   | San Francisco    | Kalifornien          | 634.394     |
| 12   | Milwaukee        | Wisconsin            | 578.249     |
| 13   | Buffalo          | New York             | 573.076     |
| 14   | Washington, D.C. | District of Columbia | 486.869     |
| 15   | Minneapolis      | Minnesota            | 464.356     |
| 16   | New Orleans      | Louisiana            | 458.762     |
| 17   | Cincinnati       | Ohio                 | 451.160     |
| 18   | Newark           | New Jersey           | 442.337     |
| 19   | Kansas City      | Missouri             | 399.746     |
| 20   | Seattle          | Washington           | 365.583     |